# Charles Kamathi
Charles Waweru Kamathi (né le 18 mai 1978 à Nyeri) est un athlète kenyan spécialiste des courses de fond. En 2001, il devient champion du monde du 10 000 mètres à Edmonton en étant le premier athlète à briser la série de six victoires consécutives d'Haile Gebrselassie sur la distance dans les rendez-vous olympiques et mondiaux entre 1993 et 2000.

## Carrière sportive
Le 3 septembre 1999, Charles Kamathi remporte la course du 10 000 mètres du Mémorial Van Damme de Bruxelles en 26 min 51 s 49, établissant le 5e meilleur temps de l'histoire sur la distance et la meilleure performance mondiale de l'année. Il obtient son premier grand titre international le 8 août 2001 en remportant la finale du 10 000 m des Championnats du monde d'Edmonton avec le temps de 27 min 53 s 25, devançant les Éthiopiens Assefa Mezgebu et Haile Gebrselassie. Auparavant, le Kényan avait remporté la médaille de bronze du cross long des Championnats du monde de cross 2001.
Kamathi remporte en 2004 le 10 000 m des Championnats d'Afrique d'athlétisme tenus à Brazzaville en réalisant 28 min 07 s 83.
Il se classe 4e du Marathon de Milan 2007 et 3e du Marathon de Rotterdam 2008 en améliorant son record personnel (2 h 07 min 33 s).

## Records personnels
- 3 000 mètres : 7 min 41 s 89 (2003)
- 5 000 mètres : 13 min 02 s 51 (2002)
- 10 000 mètres : 26 min 51 s 49 (1999)
- Semi-marathon : 1 h 00 min 22 s (2002)
- Marathon : 2 h 07 min 33 s (2008)

## Palmarès
| Année | Compétition                            | Lieu          | Résultat | Épreuve       |
| ----- | -------------------------------------- | ------------- | -------- | ------------- |
| 2000  | Championnats du monde de cross         | Vilamoura     | 7e       | Cross long    |
| 2001  | Championnats du monde                  | Edmonton      | 1er      | 10 000 m      |
| 2001  | Championnats du monde de cross         | Ostende       | 3e       | Cross long    |
| 2002  | Championnats du monde de semi-marathon | Bruxelles     | 9e       | Semi-marathon |
| 2002  | Championnats du monde de cross         | Dublin        | 5e       | Cross long    |
| 2003  | Championnats du monde                  | Paris         | 7e       | 10 000 m      |
| 2003  | Finale mondiale de l'athlétisme        | Monaco        | 8e       | 5 000 m       |
| 2004  | Jeux olympiques                        | Athènes       | 13e      | 10 000 m      |
| 2004  | Championnats du monde de cross         | Bruxelles     | 5e       | Cross long    |
| 2004  | Finale mondiale de l'athlétisme        | Monaco        | 7e       | 5 000 m       |
| 2004  | Championnats d'Afrique                 | Brazzaville   | 1er      | 10 000 m      |
| 2005  | Championnats du monde                  | Helsinki      | 12e      | 10 000 m      |
| 2005  | Championnats du monde de cross         | Saint-Galmier | 10e      | Cross long    |

## Sources
- (en) Cet article est partiellement ou en totalité issu de l’article de Wikipédia en anglais intitulé « Charles Kamathi » (voir la liste des auteurs).